# Aschach an der Steyr
Aschach an der Steyr osztrák község Felső-Ausztria Steyrvidéki járásában. 2019 januárjában 2287 lakosa volt. 

## Elhelyezkedése

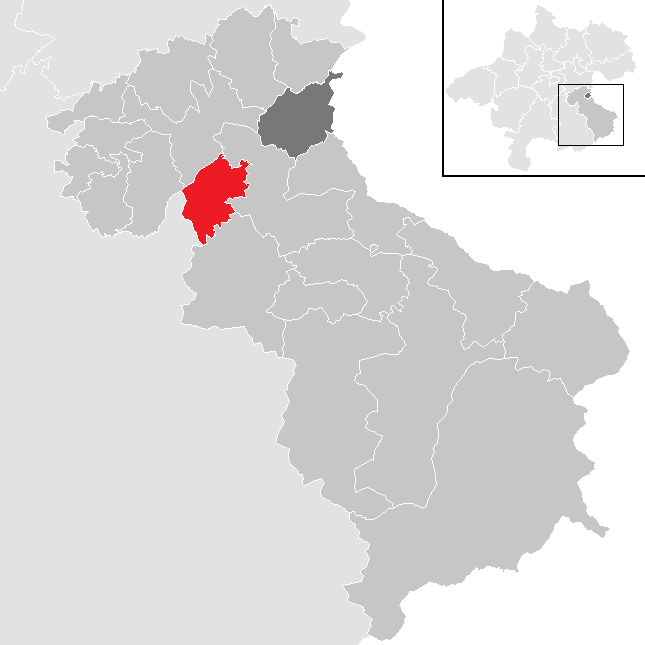
Aschach an der Steyr a Steyrkörnyéki járásban

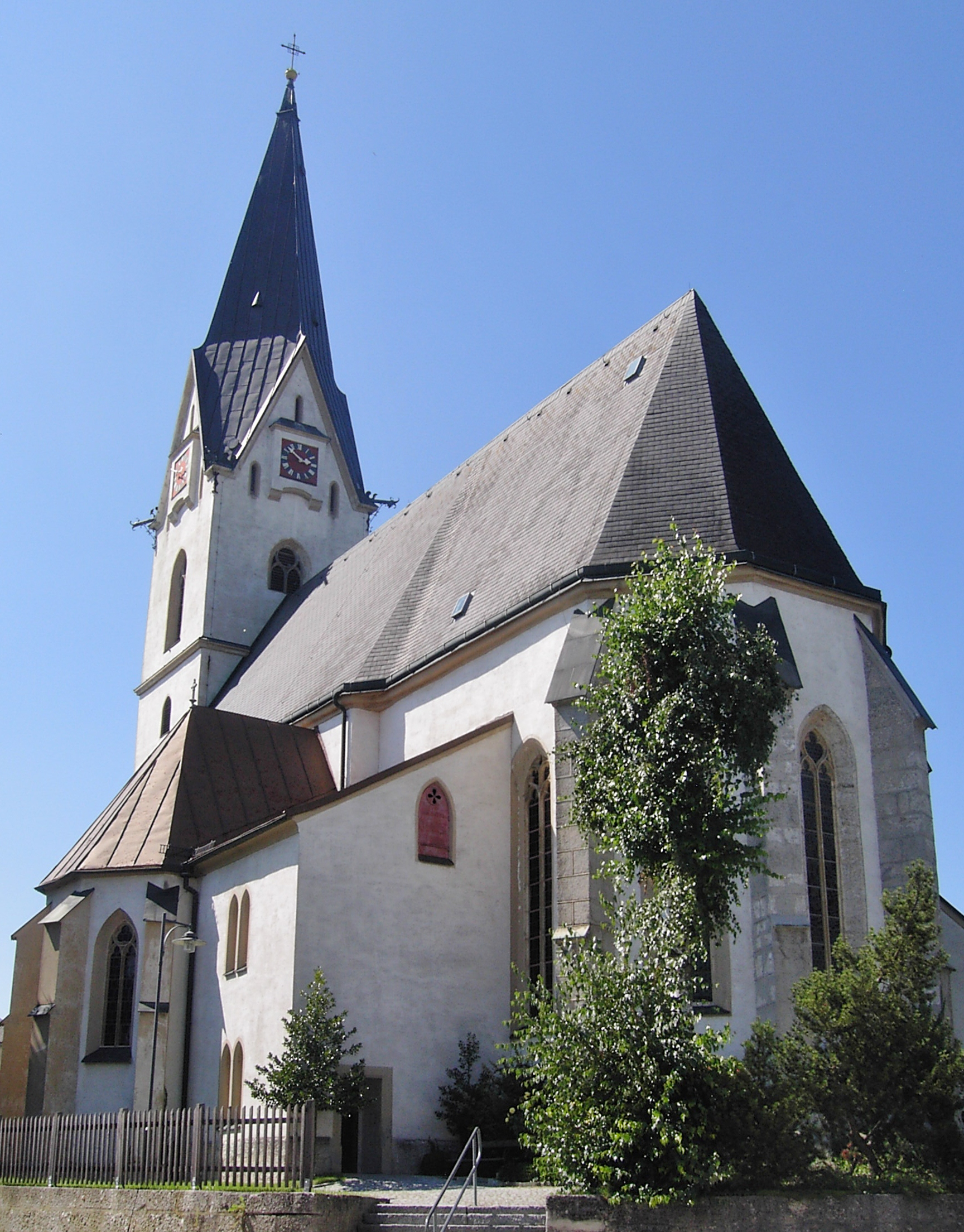
A Szt. Márton-plébániatemplon

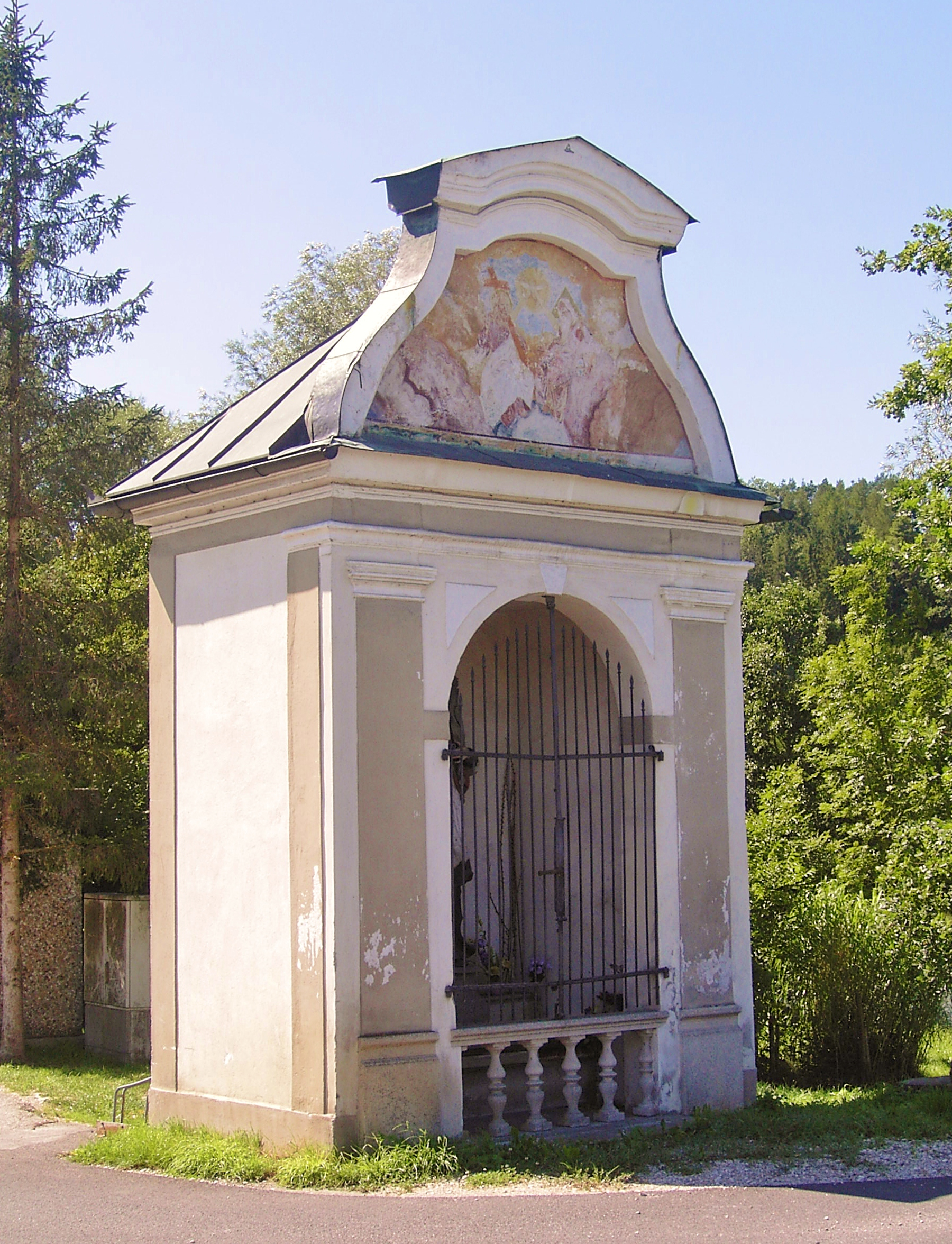
A Wochenalt-kápolna

Aschach an der Steyr a tartomány Traunviertel régiójában fekszik, az Ennstali Elő-Alpok északi peremén, a Steyr (amely az északnyugati határát képezi) és az Enns folyók között. Területének 16,3%-a erdő, 73,3% áll mezőgazdasági művelés alatt. Legmagasabb pontja a 640 méteres Hochhub. Az önkormányzat 4 településrészt és falut egyesít: Aschach an der Steyr (1699 lakos 2019-ben), Haagen (135), Mitteregg (106) és Saaß (347). 
A környező önkormányzatok: nyugatra Waldneukirchen, északnyugatra Sierning, keletre Garsten, délre Ternberg, délnyugatra Steinbach an der Steyr.  

## Története
Aschach templomát 1108-ban említik először. A község területe eredetileg a Bajor Hercegség keleti határvidékén feküdt, a 12. században került át Ausztriához. Az Osztrák Hercegség 1490-es felosztásakor az Enns fölötti Ausztria része lett. 
A napóleoni háborúk során a falut több alkalommal megszállták.
A köztársaság 1918-as megalakulásakor Aschachot Felső-Ausztria tartományhoz sorolták. Miután Ausztria 1938-ban csatlakozott a Német Birodalomhoz, az Oberdonaui gau része lett; a második világháború után visszakerült Felső-Ausztriához.

## Lakosság
Az Aschach an der Steyr-i önkormányzat területén 2019 januárjában 2287 fő élt. A lakosságszám 1961 óta gyarapodó tendenciát mutat. 2017-ben a helybeliek 98,1%-a volt osztrák állampolgár; a külföldiek közül 0,5% a régi (2004 előtti), 0,3% az új EU-tagállamokból érkezett. 2001-ben a lakosok 88%-a római katolikusnak, 2,1% evangélikusnak, 7,7% pedig felekezeten kívülinek vallotta magát. Ugyanekkor egy magyar élt a községben. 
A népesség változása:

| 2016 | 2 224 |
| 2018 | 2 266 |

## Látnivalók
- a Szt. Márton-plébániatemplom

## Fordítás
- Ez a szócikk részben vagy egészben  az   Aschach an der Steyr című német Wikipédia-szócikk ezen változatának fordításán alapul.  Az eredeti cikk szerkesztőit annak laptörténete sorolja fel. Ez a jelzés csupán a megfogalmazás eredetét és a szerzői jogokat jelzi, nem szolgál a cikkben szereplő információk forrásmegjelöléseként.